# F2FS
F2FS (Flash-Friendly File System) è un file system per memorie flash inizialmente sviluppato da Samsung Electronics per il kernel Linux.

Questa è la descrizione che ne dà Samsung nella mailing list del kernel:
“[F2FS è] un nuovo file system progettato con grande attenzione ai dispositivi con storage basato su memoria NAND flash. Abbiamo scelto un approccio di tipo log structured file system, ma abbiamo cercato di adattarlo a nuove forme di storage. Poniamo anche rimedio ad alcune problematiche conosciute del vecchissimo log structured file system, come l'effetto snowball del wandering tree e un grande overhead sulla pulizia. Poiché un dispositivo di storage basato su NAND mostra differenti caratteristiche secondo la sua geometria interna o scherma di gestione della memoria flash (noto anche come FTL), abbiamo aggiunto vari parametri non solo per configurare il layout on-disk, ma anche per selezionare gli algoritmi di allocazione e pulizia.”